# جامعة العرب الطبية
جامعة العرب الطبية  هي جامعة طبية متخصصة في تدريس العلوم الطبية بمدينة بنغازي، ليبيا. تأسست في سبتمبر 1984 بعد فصل كلية الطب عن جامعة قاريونس ونقل مقر الكلية الجديدة إلى مقر جديد منفصل.
في 1976 تم تغيير اسم جامعة بنغازي إلى جامعة قاريونس. وفي 17 سبتمبر 1984 انتقلت كلية الطب البشري إلى مبناها الجديد في بلعون وأصبحت حينها جامعة منفصلة عن جامعة قاريونس لتسمي جامعة العرب الطبية حيث كانت تتبعها أيضاً كلية طب الأسنان. وفي عام 1999 تم دمجها مجدداً مع جامعة قاريونس، وفي 2007 انفصلت من جديد تحت اسم جامعة العرب الطبية حتى نهاية،2010 حيث تم ضم كلية الطب مجدداً إلى جامعة قاريونس.
في عام 2011 تمت استعادة اسم الجامعة الأول جامعة بنغازي فأصبحت كلية الطب الآن إحدى كليات جامعة بنغازي. 

## كليات الجامعة
- كلية الطب البشري.
- كلية طب الاسنان.
- كلية الصحة العامة.
- كلية الصيدلة.
- كلية العلوم الطبية الحيوية.
- كلية التمريض.

## مواضيع ذات علاقة
- كلية الطب البشري بجامعة بنغازي.
- جامعة بنغازي.
- مركز بنغازي الطبي.